# Yucatán (stat)
Yucatán (pronunție spaniolă: [ɟ͡ʝukaˈtan]) este unul din cele 31 de state federale ale Mexicului situat în nordul Peninsulei Yucatán. Yucatán se referă la toate cele trei state care se găsesc pe peninsulă, acestea sunt: Yucatán, Campeche și Quintana Roo. Numele Yucatán provine din cuvântul din limba nahuatl Yokatlān , însemnând  locul fertilitații.
Capitala statului este orașul Mérida. Alte orașe importante din Yucatán sunt:
- Progresso
- Tizimin
- Valladolid

## Poziție geografică
Statul Yucatán este situat în partea de nord a Peninsulei Yucatán, învecinându-se la sud-vest cu Statul Campeche și la sud-est cu Statul Quintana Roo și la nord-vest Golful Mexic.

## Importanță istorică
Regiunea Yucatan a fost căminul civilizației Maya.